# Institut Pasteur
Das Institut Pasteur ist eines der weltweit führenden Grundlagenforschungszentren für Biologie und Medizin mit Hauptsitz in Paris. Es wurde am 4. Juni 1887 gegründet und am 14. November 1888 eingeweiht und nach dem Gründer, dem bekannten Forscher Louis Pasteur, benannt.

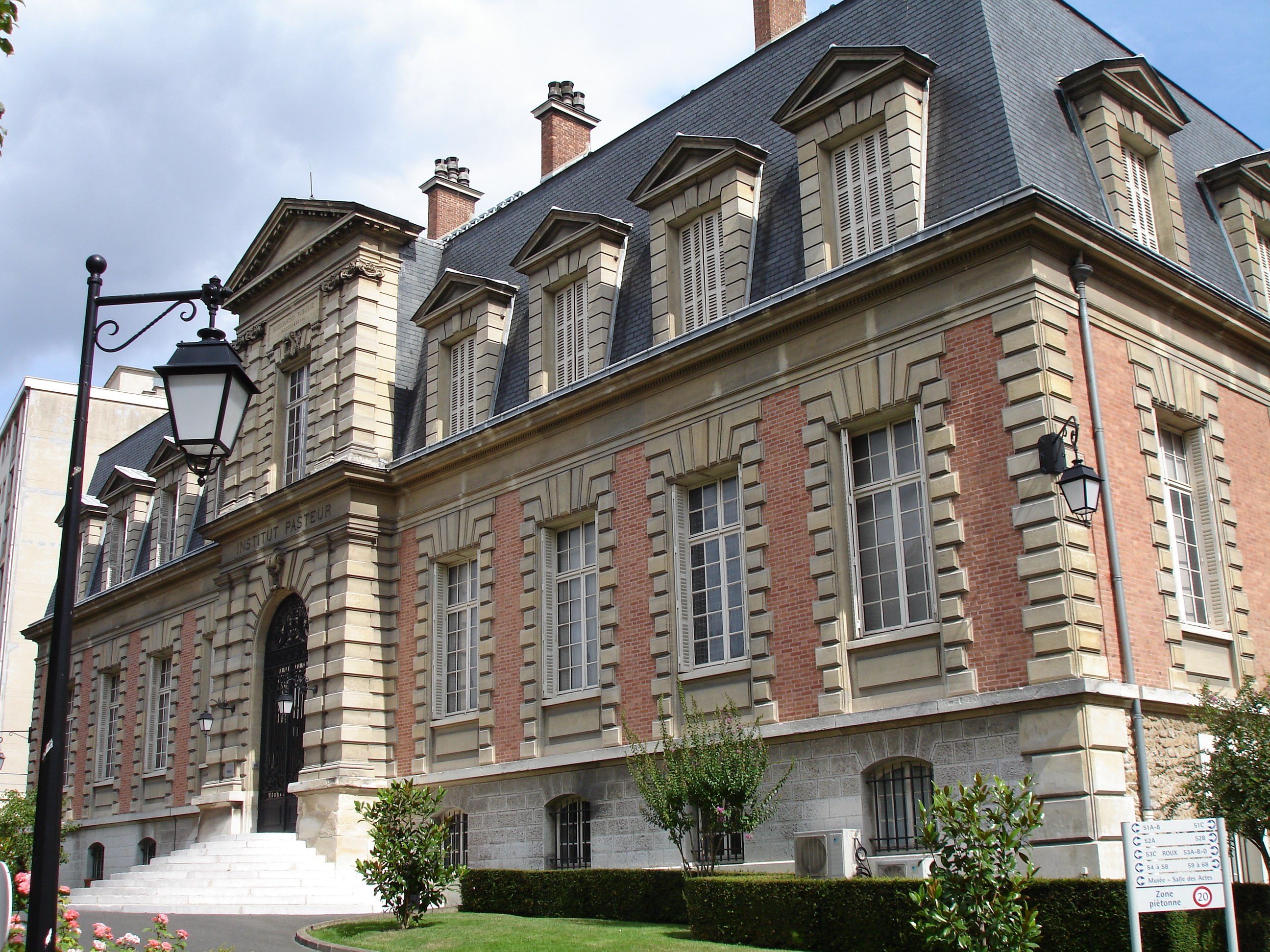
Das älteste Gebäude des Instituts in Paris bildet das Pasteur-Museum: Es umfasst private Wohnungen von Louis Pasteur, die Krypta, in der er beerdigt wurde, und ein Dokumentationszentrum

Neben seiner Forschungstätigkeit berät es die französische Regierung und die Weltgesundheitsorganisation (WHO) in medizinischen Sachfragen. Es beschäftigt sich mit der Entwicklung und Erforschung von Diagnose- und Testverfahren in der Medizin. Das Institut ist ein epidemiologisches Überwachungszentrum und kontrolliert Ausbrüche von Infektionskrankheiten weltweit.

## Organisation
1966 wurde das Institut reorganisiert. Ein wissenschaftlicher Ausschuss wurde gegründet und Forschungszentren und Lehre ebenso wie Produktion und Vermarktung voneinander getrennt. Der französische Staat übernimmt heute einen Finanzierungsanteil von 41 Prozent, ein Drittel der Erträge kommt aus den Aktivitäten des Instituts. Rund 26 Prozent kommen aus Schenkungen und Vermächtnissen. Das Institut hat einen gewählten Präsidenten mit sechsjähriger Amtsperiode. Von Januar 2018 bis Ende 2023 hatte der Brite Stewart T. Cole das Amt inne. Seit Januar 2024 ist Yasmine Belkaid die neue Präsidentin. Unterstützt wird die Präsidentin von einem Vizepräsidenten für Administration und Finanzen. Als Aufsichtsgremium fungiert ein Board of Directors aus 21 Mitgliedern, von denen 5 ex officio sind und 16 gewählt werden.

## Bekannte Forscher

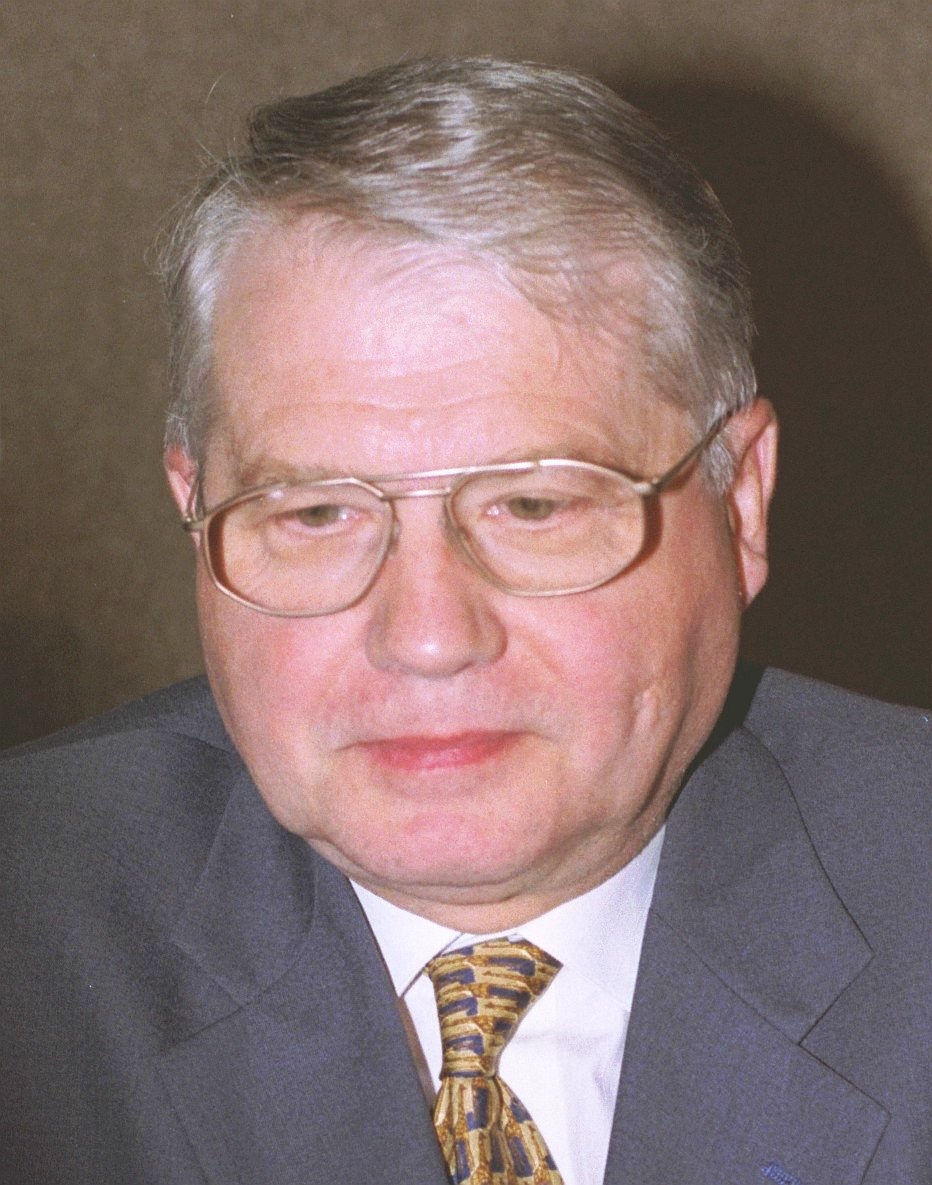
Luc Montagnier, 1995

Schon der Gründer Louis Pasteur war ein Pionier auf dem Gebiet der Mikrobiologie. Émile Roux hielt 1888 die weltweit erste Vorlesung in Mikrobiologie. Er und Alexandre Yersin fanden u. a. das Diphtherietoxin.
1921 führte die Entdeckung des Impfstoffes gegen die Tuberkulose durch Albert Calmette und Camille Guérin zu einer Institutserweiterung.
Jean Laigret (1893–1966) entwickelte 1932 die erste Impfung gegen Gelbfieber. 1936 gelangen Daniel Bovet bedeutende Beiträge zu Forschung der infektionshemmenden Wirkung der Sulfonamide. Er machte an dem Institut auch erste Versuche mit Antihistaminika.
Pierre Lépine (1901–1989) entwickelte 1954 eine der weltweit ersten Polio-Schutzimpfungen.
Luc Montagnier isolierte 1983 mit seiner Arbeitsgruppe erstmals den als HI-Virus bekannten Erreger der Immunschwächekrankheit AIDS und entdeckte zwei Jahre später das HIV-2.
Siebenmal wurden Forscher des Instituts bislang mit dem Nobelpreis für Medizin ausgezeichnet. 2020 erhielt Emmanuelle Charpentier den Nobelpreis für Chemie.
- 1907: Alphonse Laveran
- 1908: Ilja Iljitsch Metschnikow
- 1919: Jules Bordet
- 1928: Charles Nicolle
- 1957: Daniel Bovet
- 1965: François Jacob, Jacques Monod und André Lwoff
- 2008: Luc Montagnier und Françoise Barré-Sinoussi

## Pasteur-Institute weltweit
Die Gründung des ersten Institut Pasteur außerhalb Europas erfolgte 1891 in Saigon.
Das ebenfalls sehr bekannte Institut Pasteur Brüssel in Belgien, ursprünglich Institut Antirabique et Bactériologique du Brabant, wurde 1900 vom Provinzrat Brabant gegründet. Der vom Institut Pasteur Paris kommende Nobelpreisträger Jules Bordet war dort erster Institutsleiter. Ab dem 1. Januar 1995 war es dem belgischen Bundesministerium für Soziales, Gesundheit und Umwelt unterstellt. 1996 fusionierte es mit dem Wissenschaftlichen Institut für Volksgesundheit.

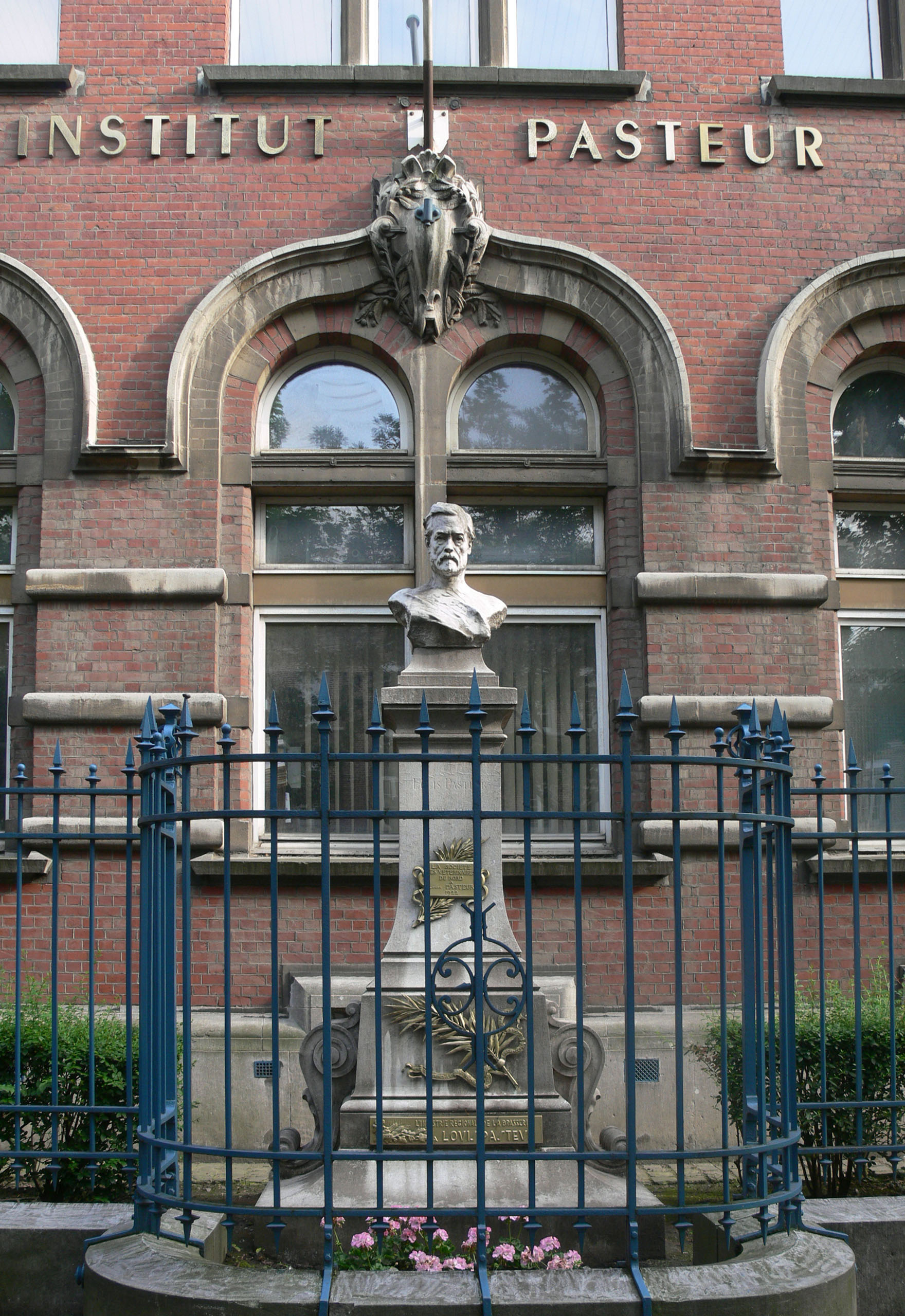
Pasteur-Institut in Lille

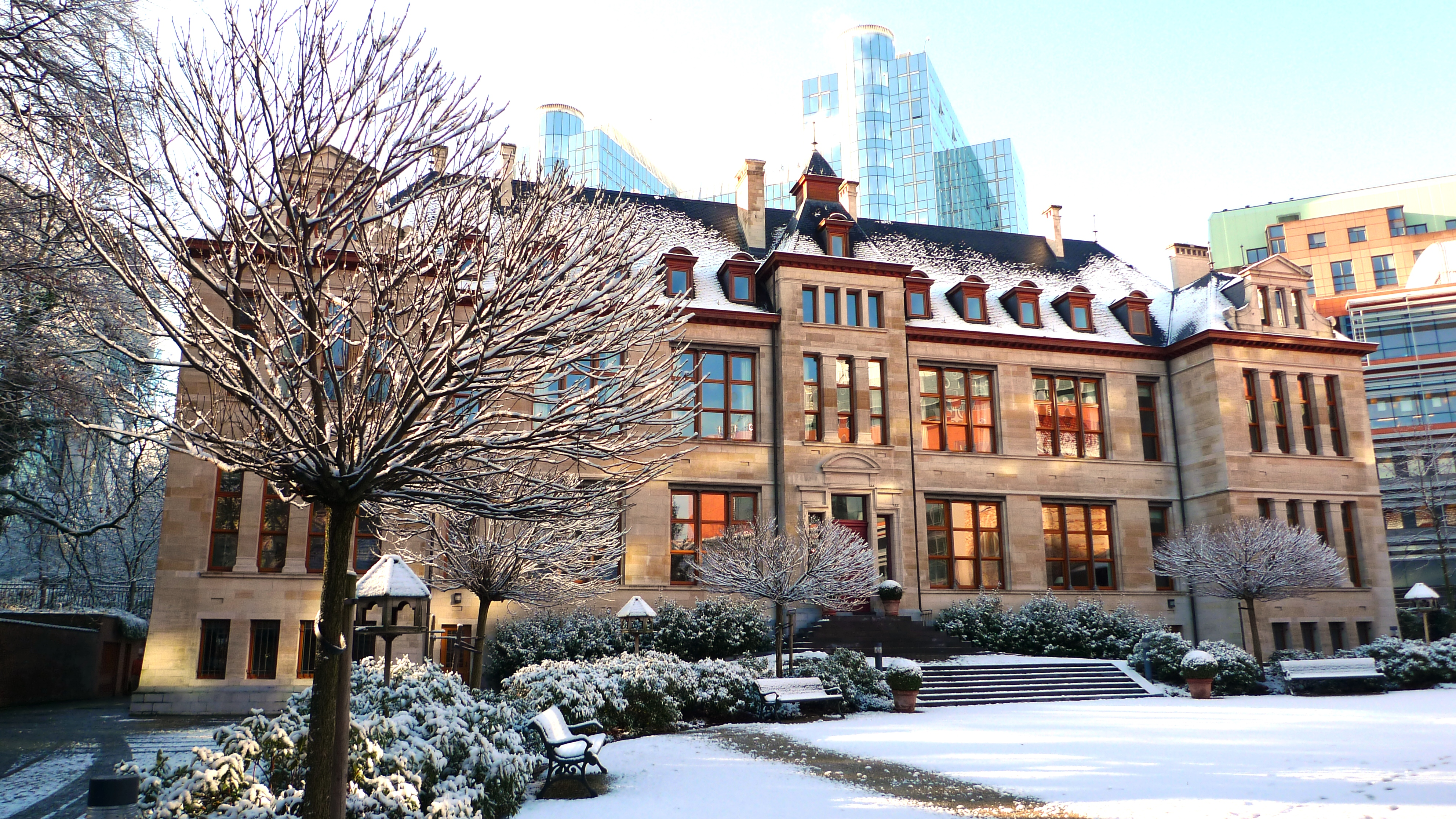
Pasteur-Institut in Brüssel bis 1986

Zum Institut Pasteur gehört heute ein Netz von 32 angeschlossenen Instituten:
1. Abidjan, Côte d'Ivoire
2. Algier, Algerien
3. Antananarivo, Madagaskar
4. Athen, Griechenland (seit 1919)
5. Bangui, Zentralafrikanische Republik
6. Brüssel, Belgien
7. Bukarest, Rumänien
8. Casablanca, Marokko
9. Cayenne, Französisch-Guayana
10. Dakar, Senegal
11. Ho-Chi-Minh-Stadt, Nha Trang und Hanoi, Vietnam
12. Hong Kong University – Pasteur Research Centre, Hongkong, China
13. Lille, Frankreich
14. Montevideo, Uruguay
15. Montréal, Canadian Pasteur Foundation, Kanada
16. New York, Pasteur Foundation, USA
17. Niamey, Niger
18. Nouméa, Neukaledonien
19. Phnom Penh, Kambodscha
20. Pointe-à-Pitre, Guadeloupe
21. Sankt Petersburg, Russland
22. Seoul, Südkorea
23. Shanghai, China
24. Teheran, Iran: Pasteur Institute of Iran
25. Tunis, Tunesien
26. Yaoundé, Kamerun